# ایالت‌های مرکزی شمال شرقی
ایالت‌های مرکزی شمال شرقی (به انگلیسی: East North Central states) یک منطقه جغرافیایی در ایالات متحده آمریکا است، که از ۵ ایالت ایلینوی، ایندیانا، میشیگان، اوهایو و ویسکانسین تشکیل می‌شود و بالغ بر ۴۶ میلیون نفر جمعیت دارد. منطقه ایالت‌های مرکزی شمال شرقی بعنوان یکی از ۹ زیرگروه جغرافیایی در ایالات متحده آمریکا محسوب می‌شود، که به‌طور رسمی توسط اداره آمار ایالات متحده آمریکا طبقه‌بندی شده‌اند. ایالت‌های تشکیل‌دهنده این منطقه، در نزدیکی دریاچه‌های بزرگ مستقر می‌باشند.